# Travis Bader
Pour les articles homonymes, voir Bader.
Richard Travis Bader, né le 2 juillet 1991 à Okemos au Michigan, est un joueur américain de basket-ball.
Après quatre ans passés en NCAA avec les Golden Grizzlies de l'université d'Oakland, Bader est reconnu pour son adresse au tir à trois points. Il est le joueur ayant marqué (504) et tenté (1246) le plus de paniers à trois points de l'histoire de la NCAA (division 1), battant les records respectifs de J. J. Redick et Keydren Clark.
Bader est recruté en juillet 2014 par l'ASVEL Lyon-Villeurbanne. En décembre 2014, il est à 2,2 points de moyenne par rencontre et est licencié par l'ASVEL.
Fin janvier 2015, il signe aux Vipers de Rio Grande Valley.